# Benito Juárez (kommun), Zacatecas
Benito Juárez är en kommun i Mexiko.   Den ligger i delstaten Zacatecas, i den centrala delen av landet, 500 km väster om huvudstaden Mexico City.
Följande samhällen finns i Benito Juárez:
- Florencia